# Weronika Gierszewska
Weronika Gierszewska (ur. 4 listopada 2000 w Toruniu) – polska siatkarka, grająca na pozycji atakującej.
Pochodzi z miasta Tuchola z województwa kujawsko-pomorskiego. Tam dorastała i uczęszczała na zajęcia siatkówki, gdzie jej pierwszymi trenerami byli Karolina Redlarska, Dariusz Karnowski i Ewa Domjan. Była studentką dietetyki na Wyższej Szkole Informatyki i Zarządzania w Rzeszowie. W Olimpii Jawor w trakcie sezonu 2020/2021 miała operację barku.

## Sukcesy klubowe
I liga:
- 2023[10]

Tauron Liga:
- 2025[11]